# Gravesend
Gravesend is een plaats in het district Gravesham, in het Engelse graafschap Kent. Gravesend is gelegen ten oosten van Londen op de zuidelijke oever van de Theems en telt 56.000 inwoners (2005). In Gravesend zetelt het bestuur van het district Gravesham.
Gravesend dat aanvankelijk ook wel "Gravesham" werd genoemd, was al in de veertiende eeuw een belangrijke haven voor het passagiersverkeer naar Londen. In Gravesend is Pocahontas in 1617 overleden.

## Geboren
- Edwin Arnold (1832-1904), dichter en journalist
- Derek Barton (1918-1998), organisch-chemicus en Nobelprijswinnaar (1969)
- George E.P. Box (1919-2013), statisticus
- Paul Ritter (1966-2021), acteur
- Georgia-Mae Fenton (2000), gymnaste

## Links

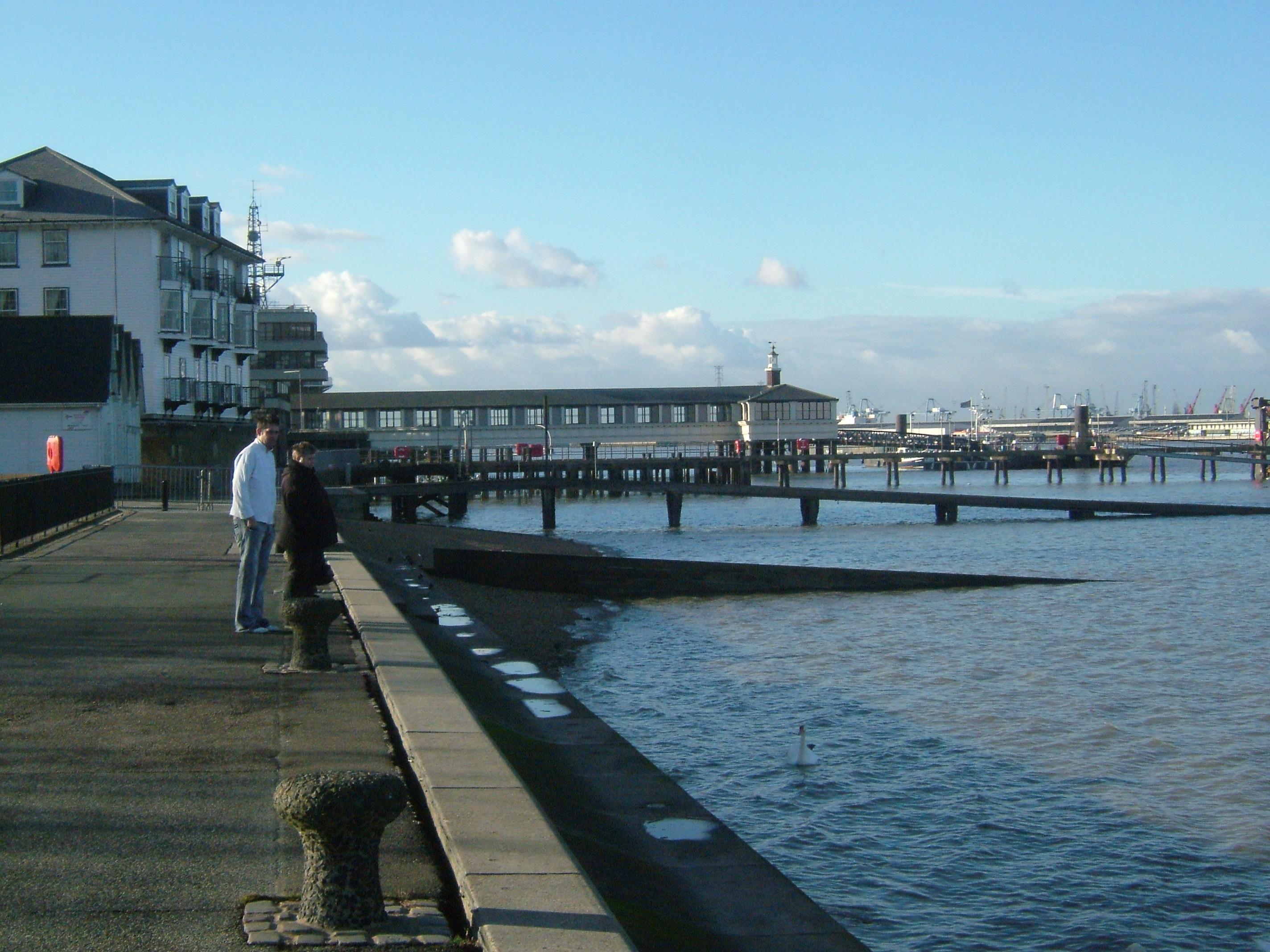
De pier van Gravesend

- www.gravesham.gov.uk